# 城井谷城
城井谷城（きいだにじょう）は、福岡県築上郡築上町寒田にあった日本の城。萱切城などの別名がある。

## 歴史
1195年（建久6年）、源頼朝によって豊前守護職に任ぜられた宇都宮信房が築城し、豊前宇都宮氏の居城となった。後に宇都宮氏は城井氏と改名するが、この城の重要性は変わることなく、城井谷城を中心に城井氏は豊前の勢力を保った。
時代は流れ、戦国時代になっても、周囲の勢力の変遷（大内氏→大友氏→島津氏）に翻弄されながらも、城は一度として侵されることなく存続した。しかし、1586年（天正14年）より始まる豊臣秀吉の九州征伐によって、城井氏当主・城井鎮房も秀吉に従うこととなった。1587年（天正15年）、秀吉は鎮房に伊予国への移封を命じたが、父祖伝来の地を守りたい一心の城井鎮房はそれに反発。秀吉によって豊前6郡の領主となった黒田孝高と不穏な空気が流れることとなった。鎮房の心情を良く知る毛利勝信は、鎮房に一度城井谷城を出て、その後に秀吉への嘆願を行うことを提案し、鎮房は城井谷城を明け渡した。勝信は秀吉へ城井氏移封を中止するように訴えたが、秀吉は頑としてこれを拒否。鎮房はついに決断し、同年10月、城井谷城を急襲し、奪回。籠城して豊臣軍を迎え撃つこととなった。また、豊前最大の国人領主である城井氏の蜂起に呼応する形で豊前国人一揆が発生することになった。
地の利のある鎮房はゲリラ作戦により、攻撃してきた黒田長政が率いる豊臣軍を撃退。鎮房は本領安堵と鎮房の13歳になる娘・鶴姫を人質とする事を条件に、和議を受け入れた。1588年（天正16年）、鎮房は長政の招きにより中津城へ向かったが、孝高が長政に授けた謀略により、鎮房は城内にて酒宴の席で謀殺された。城下の合元寺に留め置かれた部下および城井谷城の留守を守っていた鎮房の父・長房や家臣団も掃討された。さらに肥後国人一揆鎮圧のため黒田孝高に同行して肥後にいた嫡男・朝房も孝高に暗殺された。鶴姫は、山国川の千本松河原で磔の刑をうけ惨殺された。こうして大名としての城井氏は滅亡した。